# Pione à bec rouge
Pionus sordidus
Espèce
Synonymes
- Psittacus sordidus

Répartition géographique
Statut de conservation UICN

 LC  : Préoccupation mineure
Statut CITES
La Pione à bec rouge (Pionus sordidus) est une espèce d'oiseaux de la famille des Psittacidae, native de la cordillère sud-américaine.

## Description
Cet oiseau a une taille se situant entre 26 cm et 30 cm et une couleur générale vert-olive. Les plumes de la couronne et de l'arrière de la tête sont bordées de bleu sombre, extrémité des plumes des joues bleue, bande bleue à travers la gorge et le haut de la poitrine, poitrine et abdomen olive terne avec plumes plus ternes vers l'extrémité teintée de rose-bleuâtre, couvertures sous-caudales rouges, dos vert olive terne avec plumes marquées de brun-olive, rectrices internes vertes, rectrices externes bleues avec la base rouge, bec rouge avec base plus pâle, cercle oculaire gris, iris brun sombre, pattes grises.
Les jeunes ont la tête vert clair, les couvertures sous-caudales gris-jaunâtre avec quelques plumes rouges.

## Habitat
Cet oiseau peuple la forêt humide aux pieds et sur les versants de montagne entre 300 et 2200 m.

## Captivité
C'est une espèce que l'on peut trouver en captivité, notamment aux États-Unis, mais en petit nombre.

## Répartition et sous-espèces
Selon la classification de référence du Congrès ornithologique international (15.1, 2025) elle se répartit en six sous-espèces (ordre phylogénique) :
- P. s. saturatus Todd, 1915 — sierra Nevada de Santa Marta ;
- P. s. ponsi Aveledo & Gines, 1950 — ..à la serranía de Perijá  ;
- P. s. sordidus (Linnaeus, 1758) — cordillère de la Costa ;
- P. s. antelius Todd, 1947 — cordillère de la Costa (est) ;
- P. s. corallinus Bonaparte, 1854 — aire fragmentée du sud de la Colombie à la Bolivie ;
- P. s. mindoensis Chapman, 1925 — cordillère Occidentale (Équateur).